# Andor Muck
Andor Muck (* 2. April 1882 in Ödenburg, Österreich-Ungarn; † 20. Mai 1931 ebenda) war ein ungarischer Forstwissenschaftler.
Andor war der Sohn des aus Egerland stammenden Forstmeisters Andreas Johann Muck. Er besuchte die Forsthochschule in Schemnitz und arbeitete zunächst als Forstverwalter in Ödenburg. Später wurde er Professor an der königlich-ungarischen Forstschule in Temeschwar.